# Belgická vlajka

Belgická vlajka
Poměr stran: 13:15

Belgická námořní vlajka
Poměr stran: 2:3

Belgická státní námořní vlajka
Poměr stran: 2:3

Belgická námořní válečná vlajka
Poměr stran: 2:3

Vlajka Belgie je tvořena listem o poměru stran 13:15 se třemi svislými pruhy: černým, žlutým a červeným.
Podoba vlajky je odvozena od francouzské vlajky a jako barvy jsou užity barvy Brabantského vévodství. Civilní garda, která vznikla po belgickém povstání proti nizozemské nadvládě, nosila brabantské barvy.
Neobvyklý poměr stran vlajky je neznámého původu. Poměr stran námořních vlajek je 2:3. Vlajka byla oficiálně přijata 23. ledna 1831, krátce poté, co Belgie získala nezávislost na Nizozemsku v roce 1830. Původně měla vlajka pruhy vodorovné, ale z důvodu podoby s nizozemskou vlajkou byly změněny na svislé.
Paradoxně může působit, že článek 193 belgické ústavy popisuje národní barvy jako „červenou, žlutou a černou”, namísto pořadí, které je použito na vlajce.

## Užívání vlajky
Užívání státní vlajky a ostatních vlajek řeší Královský dekret o vyvěšování vlajek na veřejných budovách z 5. července 1974. Národní vlajka se veřejně vyvěšuje:
- 20. ledna
- 17. února
- 7. dubna
- 15. dubna
- 1. května
- 5. května
- 8. května
- 9. května
- 6. června
- 11. června
- 2. července
- 21.– 23. července
- 11. září
- 24. října
- 11. listopadu
- 15. listopadu
- 4. prosince
- v den voleb do EP

Ministr vnitra může nařídit vlajkovou výzdobu i v jiných dnech. 
Kromě národní vlajky mohou být vyvěšovány jiné úřední vlajky v souladu s jinými články tohoto královského dekretu, obřady či místními zvyklostmi. Při oficiální návštěvě hlavy jiného státu může být vyvěšena i vlajka tohoto státu a při oficiálních svátcích mezinárodních organizací, jichž je Belgie členem, může být vyvěšena tato vlajka. 
Pokud je vyvěšována také vlajka jiného státu a/nebo mezinárodní organizace, je pořadí toto:  
- 1. národní vlajka
- 2. národní vlajka jiného státu a/nebo vlajka  organizace
- 3. vlajka společenství/regionu
- 4. vlajka provincie
- 5. vlajka obce

Pořadí se posuzuje při pohledu z budovy nebo tribuny, jakoby pozorovatel stál zády k budově nebo tribuně, na níž jsou vyvěšeny vlajky. Je-li počet vlajek  lichý, pořadí je 5-3-1-2-4 a je-li sudý, je pořadí 6-4-2-1-3-5. Nevyvěšuje-li se některá z vlajek, odstraní se vlajky menšího významu. Pokud se vlajky vyvěšují na stejný stožár, počítá se pořadí vlajek od vrcholu stožáru.

## Vlajky belgických regionů a provincií

Valonský Brabant Poměr stran: ~1:1
Henegavsko Poměr stran: 1:1
Lutych Poměr stran: 2:3
Lucemburk Poměr stran: 3:5
Namur Poměr stran: 2:3

Belgie je federálním státem a skládá se ze tří regionů, ve kterých žijí nizozemsky mluvící Vlámové, frankofonní Valoni a německá komunita.
Podle administrativně-správního principu je Belgie členěna do 3 regionů. Vlámský a Valonský region se dále dělí na provincie. Viz Administrativní dělení Belgie.

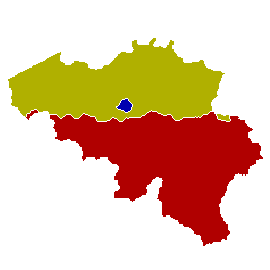
Belgické regiony

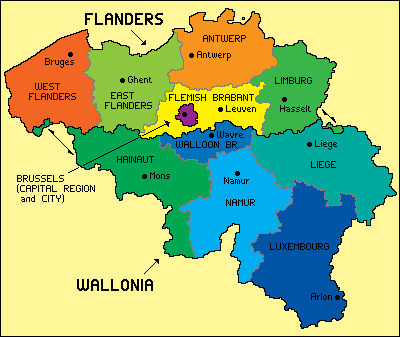
Belgické provincie

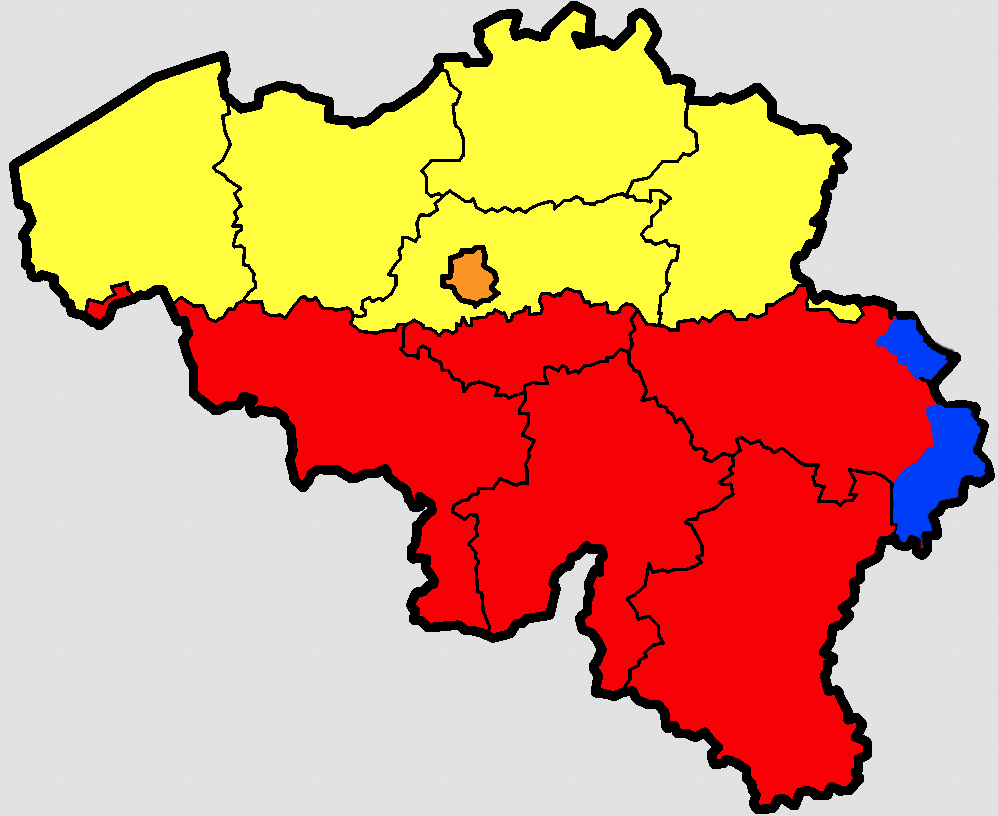
Jazykové členění Belgie

Bruselský region Poměr stran: 2:3
Vlámsko Poměr stran: 2:3
Valonsko Poměr stran: 2:3

Vlámské provincie

Antverpy Poměr stran: 2:3
Vlámský Brabant Poměr stran: 2:3
Východní Flandry Poměr stran: 2:3
Západní Flandry Poměr stran: 2:3
Limburk Poměr stran: 2:3

Valonské provincie
- Valonský Brabant
Poměr stran: ~1:1
- Henegavsko
Poměr stran: 1:1
- Lutych
Poměr stran: 2:3
- Lucemburk
Poměr stran: 3:5
- Namur
Poměr stran: 2:3